# Euzosteria sordida
Euzosteria sordida är en kackerlacksart som beskrevs av Shaw 1925. Euzosteria sordida ingår i släktet Euzosteria och familjen storkackerlackor. Inga underarter finns listade i Catalogue of Life.